# Parti social-démocrate (Hongrie)
Ne doit pas être confondu avec Parti social-démocrate de Hongrie.
Pour les autres articles nationaux ou selon les autres juridictions, voir Parti social-démocrate.
Le Parti social-démocrate (hongrois : Szociáldemokrata Párt, prononcé [ˈsotsia:ldɛmokrɒtɒ ˈpaːɾt], SzDP) est un parti politique hongrois de gauche et de centre gauche, dont le président est Tibor Sztankovánszki.
Fondé en 1890, il est le plus vieux parti de Hongrie. En 1948, il fusionne avec le Parti communiste hongrois (Magyar Kommunista Párt, MKP) pour fonder le Parti des travailleurs hongrois (Magyar Dolgozók Pártja, MDP) premier parti unique de la République populaire de Hongrie. Il rompt en 1956 à la suite de l'insurrection de Budapest et poursuit ses activités à l'étranger, à travers la diaspora hongroise. Restauré en 1989, il est resté un parti d'inspiration social-démocrate, candidat à l'adhésion à l'Internationale socialiste. 
Il est aussi connu sous le nom de Parti social-démocrate « historique » ((Történelmi Szociáldemokrata Párt) pour se distinguer du Parti social-démocrate de Hongrie (Magyarországi Szociáldemokrata Párt) qui revendique certes la même tradition politique et la même histoire, mais dont l'alliance avec le Parti socialiste hongrois (Magyar Szocialista Párt, MSzP), héritier du parti unique de la République populaire de Hongrie) (Parti socialiste ouvrier hongrois (Magyar Szocialista Munkáspárt, MSzMP)) est sévèrement critiquée.
Népszava a été jusqu'en 1948 l'organe officielle du Parti social-démocrate. Après la fusion du parti avec le Parti des travailleurs hongrois, ce journal devient le porte-voix quotidien des syndicats d'État. Après le changement de régime en 1989, le journal est privatisé et retrouve une ligne politique explicitement social-démocrate.